# 尼古拉·布哈林
尼古拉·伊万诺维奇·布哈林（俄語：Николай Иванович Бухарин，羅馬化：Nikolai Ivanovich Bukharin，俄語發音：[nʲɪkɐˈlaj ɪˈvanəvʲɪt͡ɕ bʊˈxarʲɪn]；1888年10月9日—1938年3月15日），曾任全联盟共产党（布尔什维克）中央政治局委員，是苏联重要的马克思列宁主义理论家和作家、国际共产主义运动活动家。
布哈林是苏共早期的重要领导人之一，一生留下众多理论著作，列宁评价他是苏联共产党中少有的一位理论家。列宁死后，与托洛茨基、斯大林、季诺维也夫、加米涅夫、李可夫一起成为苏共的主要领导人。他是斯大林在执政初期重要的政治盟友，并曾协助斯大林将托洛茨基开除出党，后来又在1926年协助打倒了季诺维也夫和加米涅夫。后与斯大林发生矛盾，在1929年失势，被逐出中央政治局。大清洗发生之后，他于1938年被捕，被斯大林冠以「人民公敌、匪帮、法西斯走狗、外国间谍、谋刺列宁的杀人犯」的罪名，同李可夫一起被判处死刑并立即枪决，后于1988年2月4日获得平反。
他的政治思想被称为布哈林主义。

## 生平

### 早期生平
布哈林于1888年出生在莫斯科，他的双亲都是教师。父亲加夫里洛维奇·布哈林（1862年至1940年）为莫斯科大学数学教授。受到父亲的影响，他对蝶类和鸟类研究非常热衷。1893年，全家移居基希讷乌并居住四年，加夫里洛维奇在此担任税吏。此后，全家回到莫斯科，布哈林进入莫斯科第一中学读书。
布哈林在中学的时候接触了马克思主义思想，对革命抱有热情。1906年，他加入了俄国社会民主工党，并在党分裂之后加入了布尔什维克。1907年秋，他进入莫斯科大学法律系经济学院，并在读书时结识了伊利亚·爱伦堡。他利用学生组织进行游行示威，并与格里戈里·雅科夫列维奇·索科利尼科夫在莫斯科组织了青年会议，该组织被认为是后来共青团的前身。直到1910年底党的莫斯科组织遭到破坏。1911年，他遭逮捕并被学校开除，并被流放阿尔汉格尔斯克。不久逃脱，逃亡国外。:编者说明—01在此期间，他与妻子娜捷施达·卢金娜结婚。
1912年，他在克拉科夫结识弗拉基米尔·列宁。1912年底—1913年，布哈林住在维也纳，以旁听生身份在维也纳大学主修经济学。在这期间，他选修奥地利学派（边际效用学派）的代表人物欧根·博姆-巴维克和馮·維塞爾的课程，并积极撰写文章批判他们的观点。:编者说明—01亚历山大·亚历山德罗维奇·波格丹诺夫对布哈林的观点影响很深。
1914年，第一次世界大战爆发，布哈林被奥匈帝国以涉嫌间谍为名逮捕并遣送至瑞士。1916年经法国到达英国，后前往瑞典。期间，布哈林对帝国主义和世界经济问题有了进一步的认识和看法，因而在1915—1916年完成了《世界经济与帝国主义》一书。该书由列宁撰序，他给予了高度评价。与此同时，对于帝国主义国家的制度及其发展前途，布哈林撰写了《论帝国主义国家理论》一文，文中提出必须敌视和炸毁资产阶级国家。在当时，列宁有不同看法，认为“炸毁”国家属于一种无政府主义的思潮。但是分歧到1917年就不存在了，列宁的著作《帝国主义是资本主义的最高阶段》《国家与革命》等文中也使用了炸毁资产阶级国家的提法。:编者说明—01
1913年，布哈林帮助格鲁吉亚的布尔什维克斯大林完成了《马克思主义和民族问题》。1916年，布哈林与托洛茨基、柯伦泰一起，在美国纽约创办杂志《新世界》。

### 共产党领袖
1917年，得知俄国爆发二月革命后，托洛茨基和布哈林先后回国。在4月，布哈林借道日本横滨回莫斯科，并于5月初抵达。抵达莫斯科后，布哈林在党的莫斯科委员会、莫斯科以及苏维埃都非常活跃，被选为莫斯科市议员。在党的六大上当选中央委员。十月革命胜利后，任《真理报》主编，并在之后的十多年时间内一直负责宣传和意识形态工作。:编者说明—01他被列宁称为“革命的金童”。
1918年，以布哈林为代表的“左翼共产主义者”派系反对列宁与德国签订割让大量土地的《布列斯特-立陶夫斯克条约》，坚持要把苏俄与德国之间的战争进行到底。后曾多次公开承认错误。他主持莫斯科东方大学的共产主义相关讲座，尽力培养年青一代的共产主义研究者。1919年，与普列奥布拉任斯基共著《共产主义ABC》，阐述党的第八次代表大会通过的党纲。后又独立写成《过渡时期经济学》一文，这是对军事共产主义体制所作的理论总结，并研究了一系列在过渡时期存在的经济问题。:编者说明—01-021919年3月，布哈林成為共産國際執行委員會委員。
1920年—1921年，布哈林成为“缓冲集团”的领导人，试图在工会问题上调和托洛茨基和列宁的对立立场。
1921年春，苏俄废除余粮收集制并改行粮食税，实行新经济政策。布哈林接受了这一政策，并开始阐述、研究新经济政策。:编者说明—2
1924年列宁死后，布哈林和托洛茨基、斯大林、季诺维也夫、加米涅夫、李可夫并列为苏联共产党主要的六名领导人。布哈林成为苏共总书记斯大林的重要盟友，与托洛茨基的左翼反对派对抗。“一国社会主义”的构想便是由斯大林提出并于翌年由布哈林阐述的理论。
随着托洛茨基受到其他政治局委员的孤立，在布哈林的支持下，托洛茨基及其左翼反对派受到斯大林、季诺维也夫、加米涅夫的攻击并终彻底失势。此后在1925年12月的全联盟共产党（布尔什维克）第十四次代表大会上，又助斯大林打倒了季诺维也夫和加米涅夫，将他们逐出党中央。在1926年至1928年期间，布哈林在党内取得极高的地位，与李可夫、托姆斯基共同成为右翼反对派的领袖。布哈林1926年起主持共产国际的工作，任政治书记处书记。1927年，布哈林在联共（布）第十五次代表大会上被选为中央政治局委员。
在1923—1927年期间，他竭尽全力，捍卫并发展了新经济政策的基本原则，主张继续列宁逝世前提出的社会主义建设思想。:编者说明—21928年6月18日，布哈林参加了在莫斯科近郊召开的中国共产党第六次全国代表大会并代表共产国际作了名为《中国革命与中国共产党的任务》的报告。7月，共产国际召开第六次代表大会，布哈林在会上作了《国际形势和共产国际的任务》报告，提出了“第三时期”理论。“第三时期”又被称为革命或战争时期，这一理论完全是以苏俄的利益为导向制定的。当时斯大林担心以英国为首的资本主义国家正准备对苏战争，因而共产国际就号召各国共产党拥护苏联，反对对苏进攻，并将进攻苏联的战争转化为推翻各国资本主义统治的革命。

### 失势
1928年，苏联出现粮食收购危机。布哈林的主张同斯大林发生了尖锐冲突，致使两人之前的友好关系开始恶化，直至消失。布哈林反对把征粮的非常措施常态化，反对“贡款”理论，反对中止新经济政策。:编者说明—2布哈林坚持苏联应以发展农业为主，建设成一个农业国，发挥苏联的国际经济比较优势，大量出口农产品。他反对斯大林的国家高速工业化与农业集体化的主张。
1928年—1929年，他與李可夫等結成聯盟，提倡富農“和平長入社會主義”，反對全面實行農業集體化。1928年7月11日，布哈林提议与已经失势的原反对派加米涅夫秘密会面，向他透露了党内的事情，并表达了对他自己参与起草的7月全会决议的反对。该事件遭到泄露，1929年1月23日，加米涅夫写给季诺维也夫的记录被突然曝光，并被送至奥尔忠尼启则主持的中央监察委员会。虽然奥尔忠尼启则曾试图使斯大林和布哈林缓和关系，但是由于记录中提及布哈林称奥尔忠尼启则说斯大林的坏话而使得奥尔忠尼启则改变了原有的态度。加米涅夫也以书面形式作证，对布哈林极为不利。布哈林才意识到自己陷入了圈套。该事件中，加米涅夫的记录显示称“雅戈达和特里利塞尔是我们的人”，导致特里利塞尔和雅戈达也受到牵连，被要求向斯大林和奥尔忠尼启则做出解释。:22
1929年1月30日，在联共（布）中央召开的第一次政治局和中央监察委员会主席团联席会议上，斯大林严厉地批判了布哈林及托姆斯基和李可夫，称其为“右倾投降主义，支持不清洗城市和乡村的资产阶级分子，任由其自由发展”。斯大林说：“我们实际上没有一条共同的路线。有一条路线是党的路线，是革命的、列宁的路线。但同时还有另一条路线，即布哈林集团的路线，这条路线用发表反党宣言的方法，用辞职的方法，用诬蔑党的方法，用暗中破坏党的方法，用和昨天的托洛茨基分子为组织反党联盟进行幕后谈判的方法来反对党的路线。这第二条路线是机会主义的路线。这是用任何外交辞令，用任何关于只有一条路线的狡猾声明等等都掩盖不了的事实。”布哈林、托姆斯基和李可夫以书面形式提交了申诉，引用了列宁遗嘱，提及了“不受约束的权力”，2月9日，奥尔忠尼启则的中央监察委员会对布哈林与加米涅夫、李可夫、托姆斯基会面而没有报告进行了公开谴责。4月16日，召开为期一周的第二次政治局和中央监察委员会主席团联席会议，18日，面对强烈的指责和诘问，布哈林对斯大林的农民政策做出反击，坚持认为“富农家庭的数量很少”、“我们可以允许个体农业发展而不用担心富农”。斯大林没有立即做出回复，直到22日夜间会议，斯大林表示“友谊归友谊，但是为国家奉献就是奉献”，“我们都是为工人阶级服务的，而如果工人阶级的利益与个人友谊的利益不一致时，那么就打倒这个人友谊”。斯大林再次指责布哈林没有看到新经济政策的两面性，即防御和进攻，他认为“资产阶级的前进，就是我们的失败”，“农民是最后的资产阶级”，就列宁遗嘱，斯大林表示自己曾经多次请求辞职，而正是布哈林和李可夫拒绝了他的请求，并宣读了列宁遗嘱中对布哈林不利的内容“一个不懂辩证法的理论家，一个我们党内很难称之为或有很大疑惑才能称之为的具有充分的马克思主义视野的理论家”。7月3日，共产国际召开第十次扩大全会，72名代表参加，共产国际总书记奥托·威廉莫维奇·库西宁发表讲演，而身为共产国际主席的布哈林并未出席。7月19日全会最后一天，布哈林在共産國際的職位被莫洛托夫代替。克拉拉·蔡特金在私下对一个瑞士同志说“共产国际已经从一个活着的政治体变为了一个死去的机构，它一方面只能吞下俄罗斯的指令，另一方面又用各种语言将这些指令反刍”:20。11月又被解除联共（布）中央政治局委员和《真理报》主编职务。
1930年，布哈林因患上肺炎在克里米亚疗养，结识了16岁的安娜·拉林娜。6月至7月召开的全联盟共产党（布尔什维克）第十六次代表大会上，布哈林、托姆斯基和李可夫被再次选入了联共布中央委员会，李可夫进入中央政治局:45-46。10月20日政治局会议上布哈林再次与斯大林爆发冲突，愤然离席而去。
1931年，布哈林任苏联最高国民经济委员会科学技术管理局局长。1932年11月12日，据塔斯社报道，布哈林在新圣女公墓出席了斯大林妻子娜杰日达·谢尔盖耶夫娜·阿利卢耶娃的葬礼并致悼词。1934年1月布哈林出席全联盟共产党（布尔什维克）第十七次代表大会并发表讲话，就右倾称“我们的集团无可挽回地成为一切反对社会主义攻势的焦点，并且主要成为了受社会主义攻势威胁最大的富农及支持他们的城市知识分子阶层的焦点”，这加重了“不适时外国干涉”的危险。他赞扬了大会的计划，并戏称“希特勒想把我们赶到西伯利亚，日本帝国主义分子想把我们赶离西伯利亚，所以我们全国1.6亿人只能定居于马格尼托哥尔斯克的高炉里了”。任《消息报》主编。:编者说明—2
1934年12月1日，苏共中央政治局委员、列宁格勒市委第一书记和列宁格勒州委第一书记基洛夫被暗杀，斯大林借此机会，开始了大清洗运动，季诺维也夫和加米涅夫先后被捕，并在第一次莫斯科审判中被判处死刑。布哈林预感到自己即将被捕，他写了一封致未来党的代表大会的信《致未来一代党的领导人的一封信》，要求妻子安娜·拉林娜背诵下来，然后把信烧掉。:537在信中，布哈林为自己所受到的冤屈辩白，呼吁未来一代党的领导人为他平反昭雪，恢复名誉：
|  | 这些“万能的机构”能把任何中央委员、党员变为叛徒、恐怖分子、暗杀分子、间谍。如果斯大林对自己产生怀疑的话，那么这些机构也会立即找出证据来。 乌云笼罩在党的头上。我的毫无罪恶的头，将会株连几千名无辜的人，因为要制造一个组织——布哈林的组织。而这个组织不但在今天，在我和党七年来没有任何分歧的情况下根本不存在，就是在右倾反对派时代，也从未有过。关于柳京和乌格拉诺夫的秘密组织，我一点也不知道。我和李可夫、托姆斯基一起，公开地说出了我们的观点。 我从18岁起就在党内，我生活的目的，始终是为了工人阶级的利益和社会主义的胜利而斗争，以一个神圣的名字命名的报纸《真理报》，这几天却刊登了卑鄙无耻的谎言，说什么我尼古拉.布哈林，企图消灭十月革命的成果，复辟资本主义。这是闻所未闻的无耻谎言。这个谎言按其卑鄙程度，按其对人民不负责的程度，只能和下面这样的谎言划等号，就是：现在发现，尼古拉.罗曼诺夫（沙皇尼古拉二世）一辈子都反对资本主义、君主制度，为实现无产阶级革命而斗争。 如果说在建设社会主义的方法上，我不止一次犯过错误，我希望后代对我的批评不要严于弗拉基米尔.伊里奇（列宁）。我们是第一次走向一个共同的目标，走在人们未曾走过的道路上。那个时代不一样，风尚也不同。那时《真理报》上辟有辩论专栏，大家在争论，寻找途径，争论后有和好，继续共同前进。 我向未来一代党的领导者们呼吁！历史赋予你们的使命，是把骇人听闻的各种罪行的一团乱麻解开，在这些可怕的日子里，这团乱麻越来越扩大，像火焰一样越燃烧越厉害，勒得我们党喘不过气来。 我向所有的党员呼吁！在这些可能是我生命中的最后几天里，我坚信，经过历史的过滤器，早晚不可避免地将会把我头上的污秽冲掉。我从来没有当过叛徒，如果是为了列宁的生命，我会毫不动摇地献出自己的生命。我热爱基洛夫，没有做过什么反对斯大林的事情。我请求新的、年轻的和诚实的一代党的领导人，在党的全会上宣读我的这封信，宣布我无罪和恢复我的党籍。 同志们，你们要知道，在你们向共产主义进军胜利进军的高举的旗帜上，也洒有我的一滴鲜血。 |

### 特别审判
1937年3月受托洛茨基案牽連，布哈林以“人民公敵”的罪名被捕入獄並被开除出苏联共产党。狱中布哈林写作了《辩证法概论》《社会主义及其文化》，还写了自传体长篇小说《时代》。:编者说明—21938年3月，苏联成立了特别军事法庭，对布哈林、李可夫为首的所谓“右派和托派反苏案”进行公开审讯。苏联总检察长维辛斯基指控布哈林委派社会革命党人范妮·卡普兰刺杀列宁，暗杀基洛夫、明仁斯基、高尔基，是帝国主义的间谍。布哈林“承认”了这些罪行。在没有证据、只有被告口供的情况下，法官瓦西里·乌尔里希以“叛国罪”判处布哈林等被告死刑。在此间布哈林反复写信给斯大林求饶。莫斯科审判过程中，西方媒体始终怀疑被告遭刑讯逼供或药物控制，布哈林为此专门在法庭上声明，那些所谓刑讯和药物麻痹的说法纯粹是异想天开的反动言论。今天的解密档案显示，如果布哈林不招供，他20多岁的妻子和刚刚出生的儿子会立即没命。
1937年11月12日，布哈林在狱中开始写作《岁月》一书，这是他的绝笔，直至临刑前中断，历时4个月，共约30万字。1938年3月15日，布哈林同李可夫等人在托木斯克被秘密枪决。:编者说明—2根据斯大林情妇薇拉·达维多娃的回忆录《我和斯大林》中的说法，斯大林的私人秘书波斯克廖贝舍夫曾向达维多娃透露称，布哈林和李可夫在被处决前满口咒骂着斯大林。而且他们是站着死去的，倒下去之后没有在地上爬，也没有求饶过。
布哈林死后，妻子被送到西伯利亚劳教营，儿子被送入孤儿院。直到1956年妻子出狱，布哈林的儿子也第一次从母子相聚中得知自己的父亲真实身份。

### 平反昭雪
戈爾巴喬夫上臺執政後，布哈林冤案于1988年2月4日得到平反昭雪。1987年9月苏共中央政治局建立了一个委员会重审历史案件，该委员会于1988年起由亚历山大·尼古拉耶维奇·雅科夫列夫担任主席。苏联最高法院在1988年2月4日正式宣布为1938年3月的所谓「右派和托派反苏联盟案」平反，撤消当年苏联最高法院军事审判庭对此案的被告：布哈林、李可夫、克列斯廷斯基、拉可夫斯基、罗森戈尔茨等二十人的判决，认为「这些人的行为没有犯罪成分，此案不能成立」。同年六月二十一日苏共中央监察委员会决定，恢复布哈林的党籍。1988年10月20日，苏联科学院全体会议决定恢復蘇共前领导人布哈林的科学院院士称号，并撤销了1937年5月21日苏联科学院全体会议通过的关于将布哈林开除科学院的决定。在庆祝十月革命70周年的讲话中，苏共中央总书记戈尔巴乔夫特别赞许布哈林在粉碎托洛茨基的斗争中起了重要作用。在布哈林含恨九泉50年之后的今天，戈尔巴乔夫像布哈林期待的那样，为他解开了斯大林系下的"可怕的罪行之结"。
布哈林长期以来被看作「人民公敌、匪帮、法西斯走狗、外国间谍、谋刺列宁的杀人犯」。戈爾巴喬夫上臺執政後，布哈林冤案于1988年2月4日得到平反昭雪。直到蘇聯最高法院都為托洛茨基、布哈林平反了，蘇共才公開承認斯大林殺錯了他們。

## 布哈林的主要思想
曾经“关于社会主义制度的发展的想法是，实行无产阶级专政之后我们立即消灭市场，从而立即消灭资本主义经济和立即实行计划经济”。布哈林对苏联社会主义建设道路的理论探索源于他对军事共产主义的深刻反思：向新经济政策的过渡是幻想的破灭，是军事共产主义这种制度破灭了，是军事共产主义的思想破灭了也就是党内曾经有过的幻想破灭了。转入新经济政策之后，布哈林强调俄国属于亚细亚落后国家建设社会主义。正是基于这种认识，布哈林提出了他的“乌龟速度”理论：“我们不会由于国内的阶级差距和我们的技术落后而灭亡，甚至在低下的技术基础上我们也能够建设社会主义，社会主义的这种发展将非常缓慢，我们将以乌龟速度爬行，但我们终究在建设社会主义，并且我们定将建成它。”布哈林进一步发挥和发展了列宁晚年新经济政策的思想，更加突出了市场机制的作用，把市场关系的存在看成是新经济政策的决定性因素、确定新经济政策实质的最重要的标准。
布哈林认为，在苏俄这样一个落后的农民占人口绝大多数的国家里，把广大的农民群众吸引到社会主义建设中来，是一个带根本性的问题。而要吸引农民，首要的任务是把新经济政策推广到农村去，鼓励农民富裕起来。正是在这一背景下，布哈林提出了那个给他带来极大麻烦的“发财吧”的著名口号。与那种从农民的富裕中看到的只是农村资本主义发展的观点不同，布哈林看到的却是另一种更为重要的东西：“农业积累就意味着对我国工业品的需求日益增长。这种需求能引起我国工业的巨大发展，而这种发展反过来又能使我国工业对农业起到良好的促进作用。”布哈林进一步阐述并发展了列宁的合作社思想，认为合作社道路是引导农民走向社会主义的康庄大道。他强调，列宁“遗嘱中的重要之点是，可以不再对农民使用暴力而达到社会主义”他认为，无产阶级夺取政权之后，不能把农村视为殖民地，用牺牲农业的办法发展工业，而应当把它看成是工业赖以发展的市场。“无产阶级工业只有依靠农民市场，才能起经济上的领导作用。如果没有农民经济中的积累，社会主义工业中的积累是无法长期进行的。
在工农业关系上，布哈林既反对托洛茨基派经济学家提出的每年最大限度地把资金从农业抽调到工业中去的主张，同时也反对那种要求取消用于工业的一切扣款以保护农业的主张。前一种做法是采取剥夺、剥削的手段，强迫农民“纳贡”，是杀鸡取卵的办法，而后一种办法则忽略了农业对工业的依赖性。“工业要发展，需要农业取得成就；反之，农业要取得成就，也需要工业得到发展。这种互相依赖的关系是最根本的东西，它本身应当决定领导党的正确政策；领导党的责任首先就在于，使局部的和暂时的、眼前的、短期的、次要的和从属的利益服从长远的、最共同的、最根本和基本的利益。”

## 布哈林与斯大林的分歧
布哈林反对斯大林制定的工业化战略方针，反对高速度地发展重工业。1927年底，布哈林与斯大林之间就粮食收购危机问题爆发了一场激烈争论。争论逐渐演化为一场中止还是继续新经济政策的严重的路线分歧。布哈林及其支持者批评斯大林的理论和做法是在“转向托洛茨基主义立场”，而斯大林则指责布哈林及其支持者“右倾”。伴随着斯大林的胜利，新经济政策被中止了，布哈林方案被斥为“印花布工业化”和“复辟资本主义的路线”而被抛弃。

### 阶级斗争熄灭论
布哈林认为，无产阶级取得政权后，不必经过阶级斗争，资本家、富农和承租企业家就将“和平长入”社会主义体系，阶级敌人将会不经过抵抗而让出自己的一切阵地，因此应当使阶级斗争熄灭下去。斯大林坚决捍卫马克思列宁主义的阶级斗争学说：“我们马克思列宁主义者一向认为，在城乡资本家和工人阶级之间存在着利益的不可调和的对立性。马克思主义的阶级斗争理论正是建立在这个基础上的。而现在，按照布哈林的资本家和平长入社会主义的理论，这一切都要颠倒过来，剥削者和被剥削者的阶级利益的不可调和的对立性正在消失，剥削者正在长入社会主义。”斯大林在同布哈林右倾机会主义分子作斗争时，引证了列宁一九一九年说过的一段话：“消灭阶级要经过长期的、艰难的、顽强的阶级斗争。在推翻资产阶级政权以后，在破坏资产阶级国家以后，在建立无产阶级专政以后，阶级斗争并不是消失（如旧社会主义的和旧社会民主党的庸人所想像的那样），而只是改变它的形式，在许多方面变得更加残酷。”斯大林指出，以布哈林为代表的右倾机会主义在联共（布）党内的出现，决不是偶然的。“在资本主义已经被推翻，但是资本主义根柢还没有挖除的苏维埃发展条件下，共产主义中的右倾就是一部分共产党员离开我们党的总路线而走向资产阶级思想方面去的趋向或倾向”。“右倾机会主义的力量在于小资产阶级的自发势力，在于一般资本主义分子特别是富农对党施行的压力。”

### 富农和平长入社会主义
布哈林的“富农和平长入社会主义”主张以和平手段消灭富农为主要特点。布哈林反对剥削，主张利用和平的经济手段，运用经济手段的目的是通过价格、税收、信贷政策和合作社组织对富农进行限制和排挤，达到以单一社会主义经济成分替代富农经济的目的。斯大林主张消灭富农的政策，其《两条路线》一书收入了斯大林批判布哈林关于“和平长入社会主义”的文章。斯大林把他与布哈林的分歧概括为两条路线的斗争，指出“我们实际上没有一条共同的路线”。斯大林1929年4月在联共(布)中央委员会和中央监察委员会联席全会上的演说论述了当时联共(布)党内存在的两条路线党的革命路线和布哈林集团的右倾机会主义路线的斗争，指出了布哈林集团在政治上和理论上的一系列右倾机会主义错误，批判了他们关于阶级斗争熄灭、关于城乡资本主义分子和平长入社会主义的观点。布哈林的社会主义建设思想和相关主张最终被作为“复辟资本主义的计划”而彻底否定。
按照布哈林的政治主张，自然不会在1929年前后大搞农业集体化，不会建立集体农庄，不会对苏联农业造成重大破坏，不会发生俄国历史上空前绝后的乌克兰大饥荒。布哈林的战略思想是基于市场调节对杜会主义计划经济的重要性而提出的。他主张工业化时期应坚持计划和市场调节相结合的宏观润节机制，主张采取经济手段进行管理。戈尔巴乔夫倡导的“人道的民主的社会主义”等于是他要把新经济政策路线在20年代末被斯大林的方针所扯断的地方重新接上，改变传统的生产资料归国家所有并由国家统一经营的观点，加强企业的责、权、利，扩大企业自主权，正是从这种意义上讲，布哈林的思想又在苏联复活了。

## 影响
六十年代，铁托把中央计划经济抛弃，另寻市场社会主义的道路。南斯拉夫改革被攻击为布哈林修正主义的翻版。马林科夫注重发展消费工业，被称为“李可夫布哈林的右倾路线”。毛泽东认为布哈林是资产阶级分子，并指出“斯大林是个伟大的马克思列宁主义者，他在实际上解决了很大一批钻进党内的反革命资产阶级代表人物，例如托洛茨基，季诺维也夫，加米涅夫，拉狄克，布哈林，李可夫之流。”
1976年是中国批判布哈林最凶的时候。当时批判刘少奇，“四人帮”称刘少奇是阶级斗争熄灭论的鼓吹者，刘少奇比布哈林还布哈林。
中共第十一届三中全會以後,也重新出版過布哈林的一些著作，又出版了《布哈林傳》。1979年，王斯德在《世界史研究动态》第四期发表的《略论斯大林在社会主义时期阶级斗争问题上的错误及其教训》，在中国最早涉及到布哈林问题。1980年10月，叶书宗、傅俊荣在《世界史研究动态》第十期发表《布哈林不是“三仙巷”事件的策划者》，是中国最早为布哈林翻案的文章。80年代，中國出现布哈林研究熱潮，一批重要研究成果推出。這集中地體現在范玉傳的《布哈林傳》、聞一和葉書宗合著的《布哈林傳》、張偉垣和許林森合著的《被玷污的歲月—布哈林與布哈林問題》。
1988年10月14日，《人民日报》发表《布哈林研究在中国》。中共党报不仅報導了蘇共對布哈林平反的消息，而且刊登了一些幾乎对布哈林全面肯定的文章。
中国领导人邓小平曾在其1992年南巡讲话中，将马克思所作的《共产党宣言》和布哈林的《共产主义ABC》一同视为自己学习马克思列宁主义的入门老师，并提到“学马列要精，要管用的。长篇的东西是少数搞专业的人读的，群众怎么读？要求都读大本子，那是形式主义的，办不到。我的入门老师是《共产党宣言》和《共产主义ABC》。”邓小平讲“发展才是硬道理”、“让一部分人先富起来”都是布哈林的遗产。

## 主要著作
- 《世界经济和帝国主义》
- 《过渡时期的经济》
- 《歷史唯物主義理論》（１９２１年）
- 《共产主义ABC》
- 《社會主義和文化》
- 《岁月》，有译林出版社出版的中译本。